# Мечеть Шейх Шюджи
Мече́ть Шейх Шюджи́ (тур. Şeyh Şüca Camii; також відома як Мече́ть Шейх Шюджаедді́на (тур. Şeyh Şücaeddin Camii)) — мечеть у центральній частині міста Едірне, збудована за часів Османської держави.
Спочатку комплекс Шейх Шюджи був збудований Мурадом II як месджид та завія. У 1535 році, за часів правління Сулеймана I Пишного, його було перетворено на мечеть. Вона була зруйнована під час землетрусу 1751 року та згодом відбудована. Від зруйнованої мечеті до наших днів зберігся лише мінарет (за деякими даними, лише його частина). Основа (база) та перехідна частина («черевик») мінарету збудовані з тесаного каменю, а стовбур (тіло) — з трьох рядів цегли та одного ряду тесаного каменю.
У грудні 2024 року розпочалися роботи з відбудови мечеті та прилеглої будівлі текке.